# Уравнение Кеплера

Анимация, иллюстрирующая истинную аномалию, эксцентрическую аномалию, среднюю аномалию и решение уравнения Кеплера (в правом верхнем углу), эксцентриситет — 0,6.

Уравне́ние Ке́плера описывает движение тела по эллиптической орбите в задаче двух тел и имеет вид:
{\displaystyle E-e\,\sin E=M}
где {\displaystyle E} — эксцентрическая аномалия, {\displaystyle e} — эксцентриситет орбиты, а {\displaystyle M} — средняя аномалия.
Впервые это уравнение вывел Хабаш аль-Хасиб в IX веке. Но в Европе оно получило распространение благодаря Иоганну Кеплеру, который вывел в его в «Новой астрономии» в 1609 году. Уравнение играет значительную роль в небесной механике.

## Варианты уравнения Кеплера
Уравнение Кеплера в классической форме описывает движение только по эллиптическим орбитам, то есть при {\displaystyle 0\leq e<1}. Движение по гиперболическим орбитам {\displaystyle (e>1)} подчиняется гиперболическому уравнению Кеплера, сходному по форме с классическим. Движение по прямой линии {\displaystyle (e=-1)} описывается радиальным уравнением Кеплера. Наконец, для описания движения по параболической орбите {\displaystyle (e=1)} используют уравнение Баркера. При {\displaystyle e<0} орбит не существует.

## Задача, приводящая к уравнению Кеплера
Рассмотрим движение тела по орбите в поле другого тела. Найдем зависимость положения тела на орбите от времени. Из II закона Кеплера следует, что
{\displaystyle r^{2}{\frac {d\vartheta }{dt}}={\rm {const}}={\sqrt {\mu a\left(1-e^{2}\right)}}}.
Здесь {\displaystyle r} — расстояние от тела до гравитирующего центра, {\displaystyle \vartheta } — истинная аномалия — угол между направлениями на перицентр орбиты и на тело, {\displaystyle \mu =GM_{0}} — произведение постоянной тяготения на массу гравитирующего тела, {\displaystyle a} — большая полуось орбиты. Отсюда можно получить зависимость времени движения по орбите от истинной аномалии:
{\displaystyle t-t_{0}={\frac {1}{\sqrt {\mu a\left(1-e^{2}\right)}}}\int \limits _{0}^{\vartheta }r^{2}d\vartheta }.
Здесь {\displaystyle t_{0}} — время прохождения через перицентр.
Дальнейшее решение задачи зависит от типа орбиты, по которой движется тело.

### Эллиптическая орбита
Уравнение эллипса в полярных координатах имеет вид
{\displaystyle r={\frac {a(1-e^{2})}{1+e\cos {\vartheta }}}}
Тогда уравнение для времени приобретает вид
{\displaystyle t-t_{0}={\frac {\left(a\left(1-e^{2}\right)\right)^{3/2}}{\sqrt {\mu }}}\int \limits _{0}^{\vartheta }{\frac {d\vartheta }{(1+e\cos {\vartheta })^{2}}}}
Для того, чтобы взять интеграл вводят следующую подстановку:
{\displaystyle \operatorname {tg} {\frac {\vartheta }{2}}={\sqrt {\frac {1+e}{1-e}}}\cdot \operatorname {tg} {\frac {E}{2}}}
Величина E называется эксцентрической аномалией. Благодаря такой подстановке интеграл легко берется. Получается следующее уравнение:
{\displaystyle t-t_{0}={\sqrt {\frac {a^{3}}{\mu }}}\left(E-e\sin E\right)}
Величина {\displaystyle {\sqrt {\frac {\mu }{a^{3}}}}} является средней угловой скоростью движения тела по орбите. В небесной механике для этой величины используется термин среднее движение. Произведение среднего движения на время называется средней аномалией M. Эта величина представляет собой угол, на которой повернулся бы радиус-вектор тела, если бы оно двигалось по круговой орбите с радиусом, равным большой полуоси орбиты тела.
Таким образом получаем уравнение Кеплера для эллиптического движения:
{\displaystyle E-e\sin E=M}

### Гиперболическая орбита
Уравнение гиперболы в полярных координатах имеет тот же вид, что и уравнение эллипса. Значит, интеграл получается такой же по виду. Однако, использовать эксцентрическую аномалию в данном случае нельзя. Воспользуемся параметрическим представлением гиперболы: {\displaystyle x=-a\,\mathrm {ch} \,H}, {\displaystyle y=a{\sqrt {e^{2}-1}}\,\mathrm {sh} \,H}. Тогда уравнение для гиперболы принимает вид
{\displaystyle r=a\left(e\,\mathrm {ch} \,H-1\right)},
а связь между {\displaystyle \vartheta } и {\displaystyle H}
{\displaystyle \mathrm {tg} \,{\frac {\vartheta }{2}}={\sqrt {\frac {e+1}{e-1}}}\,\mathrm {th} \,{\frac {H}{2}}}.
Благодаря такой подстановке интеграл приобретает ту же форму, что и в случае с эллиптической орбитой. После произведения преобразований получаем гиперболическое уравнение Кеплера:
{\displaystyle M=e\,\mathrm {sh} \,H-H}
Величина {\displaystyle H} называется гиперболической эксцентрической аномалией.
Поскольку {\displaystyle \mathrm {sh} \,H=-i\sin {iH}}, то последнее уравнение можно преобразовать следующим образом:
{\displaystyle M=-ei\sin {iH}-H=i\left(iH-e\sin {iH}\right)=i\left(E-e\sin E\right)}.
Отсюда видно, что {\displaystyle E=iH}.

### Параболическая орбита
Уравнение параболы в полярных координатах имеет вид
{\displaystyle r={\frac {2\,r_{\pi }}{1+\cos \vartheta }}}
где {\displaystyle r_{\pi }} — расстояние до перицентра. Второй закон Кеплера для случая движения по параболической траектории
{\displaystyle r^{2}\,{\frac {d\vartheta }{dt}}={\rm {const}}={\sqrt {2\,\mu \,r_{\pi }}}}
Откуда получаем интеграл, определяющий время движения
{\displaystyle t-t_{0}=2\,r_{\pi }\,{\sqrt {\frac {2\,r_{\pi }}{\mu }}}\int \limits _{0}^{\vartheta }{\frac {d\vartheta }{(1+\cos \vartheta )^{2}}}}
Вводим универсальную тригонометрическую замену
{\displaystyle z={\rm {tg}}\,{\frac {\vartheta }{2}},\quad \vartheta =2\,{\rm {arctg}}\,z,\quad d\vartheta ={\frac {2\,dz}{1+z^{2}}},\quad \cos \vartheta ={\frac {1-z^{2}}{1+z^{2}}}}
и преобразуем интеграл
{\displaystyle t-t_{0}=4\,r_{\pi }\,{\sqrt {\frac {2\,r_{\pi }}{\mu }}}\int \limits _{0}^{{\rm {tg\,}}{\frac {\vartheta }{2}}}{\frac {\cfrac {dz}{1+z^{2}}}{\left(1+{\cfrac {1-z^{2}}{1+z^{2}}}\right)^{2}}}=r_{\pi }\,{\sqrt {\frac {2\,r_{\pi }}{\mu }}}\int \limits _{0}^{{\rm {tg\,}}{\frac {\vartheta }{2}}}(1+z^{2})\,dz=r_{\pi }\,{\sqrt {\frac {2\,r_{\pi }}{\mu }}}\left.\left(z+{\frac {z^{3}}{3}}\right)\right|_{0}^{{\rm {tg\,}}{\frac {\vartheta }{2}}}}
получаем окончательно
{\displaystyle t-t_{0}=r_{\pi }\,{\sqrt {\frac {2\,r_{\pi }}{\mu }}}\left({\rm {tg\,}}{\frac {\vartheta }{2}}+{\frac {1}{3}}{\rm {tg^{3}\,}}{\frac {\vartheta }{2}}\right)}
Последнее соотношение известно в небесной механике как уравнение Баркера.

### Радиальная орбита
Радиальной называется орбита, представляющая собой прямую линию, проходящую
через притягивающий центр. В этом случае вектор скорости направлен вдоль
траектории и трансверсальная составляющая отсутствует, значит
{\displaystyle v={\frac {dr}{dt}}}
Связь между положением тела на орбите и временем найдем из энергетических
соображений
{\displaystyle {\frac {m\,v^{2}}{2}}-{\frac {m\,\mu }{r}}={\rm {const}}}
{\displaystyle v^{2}={\frac {2\mu }{r}}+h}
— интеграл энергии. Отсюда имеем дифференциальное уравнение
{\displaystyle {\frac {dr}{dt}}=\pm {\sqrt {{\frac {2\mu }{r}}+h}}}
Разделяя переменные в этом уравнении, приходим к интегралу
{\displaystyle \mp \left(t_{1}-t_{0}\right)=\int \limits _{r_{0}}^{r_{1}}{\frac {dr}{\sqrt {{\cfrac {2\mu }{r}}+h}}}}
способ вычисления которого определяется знаком константы {\displaystyle h}. Выделяют три
случая
- {\displaystyle h<0} прямолинейно-эллиптическая орбита

Соответствует случаю, когда полная механическая энергия тела отрицательна, и
удалившись на некоторое максимальное расстояние от притягивающего центра, оно
начнет двигаться в обратную сторону. Это аналогично движению по эллиптической
орбите. Для вычисления интеграла введем замену
{\displaystyle {\frac {2\,\mu }{r}}={\frac {-h}{\sin ^{2}u}},\quad u_{0}={\rm {arcsin}}{\sqrt {\frac {-h\,r_{0}}{2\,\mu }}},\quad u_{1}={\rm {arcsin}}{\sqrt {\frac {-h\,r_{1}}{2\,\mu }}},\quad dr={\frac {4\,\mu }{-h}}\sin u\cos u\,du}
вычисляем интеграл
{\displaystyle \mp \left(t_{1}-t_{0}\right)={\frac {4\,\mu }{-h{\sqrt {-h}}}}\int \limits _{u_{0}}^{u_{1}}\sin ^{2}u\,du={\frac {2\,\mu }{-h{\sqrt {-h}}}}\int \limits _{u_{0}}^{u_{1}}\left(1-\cos {2u}\right)\,du={\frac {\mu }{-h{\sqrt {-h}}}}\left.\left(2\,u-\sin 2u\right)\right|_{u_{0}}^{u_{1}}}
Полагая {\displaystyle E=2\,u}, запишем результат
{\displaystyle \mp \left(t_{1}-t_{0}\right)={\frac {\mu }{-h{\sqrt {-h}}}}\left(E_{1}-E_{0}-\sin E_{1}+\sin E_{0}\right)}
приняв в качестве (недостижимого в реальности) условного перицентра
{\displaystyle r_{0}=0}, и направление начальной скорости от притягивающего центра, получим
так называемое радиальное уравнение Кеплера, связывающее расстояние от
притягивающего центра со временем движения
{\displaystyle t_{1}-t_{0}={\frac {\mu }{-h{\sqrt {-h}}}}\left(E-\sin E\right)}
где {\displaystyle E=2\arcsin {\sqrt {\frac {-h\,r}{2\,\mu }}}}.
- {\displaystyle h=0} прямолинейно-параболическая орбита

Запущенное радиально тело удалится на бесконечность от притягивающего центра, имея на бесконечности скорость равную нулю. Соответствует случаю движения с параболической скоростью. Самый простой случай, ибо не требует замены в интеграле
{\displaystyle \mp \left(t_{1}-t_{0}\right)=\int \limits _{r_{0}}^{r_{1}}{\frac {dr}{\sqrt {\cfrac {2\mu }{r}}}}={\frac {1}{3}}{\sqrt {\frac {2}{\mu }}}\left(r_{1}{\sqrt {r_{1}}}-r_{0}{\sqrt {r_{0}}}\right)}
Принимая начальные условия первого случая, получаем явный закон движения
{\displaystyle r(t)=\left[3{\sqrt {\frac {\mu }{2}}}\left(t_{1}-t_{0}\right)\right]^{\frac {2}{3}}}
- {\displaystyle h>0} прямолинейно-гиперболическая орбита

Соответствует уходу от притягивающего центра на бесконечность. На бесконечности тело будет иметь скорость, {\displaystyle v_{\infty }={\sqrt {h}}}. Вводим замену
{\displaystyle {\frac {2\,\mu }{r}}={\frac {h}{{\rm {sh}}^{2}u}},\quad u_{0}={\rm {arcsh}}{\sqrt {\frac {h\,r_{0}}{2\,\mu }}},\quad u_{1}={\rm {arcsh}}{\sqrt {\frac {h\,r_{1}}{2\,\mu }}},\quad dr={\frac {4\,\mu }{h}}\,{\rm {sh}}u\,{\rm {ch}}u\,du}
и вычисляем интеграл
{\displaystyle \mp \left(t_{1}-t_{0}\right)={\frac {4\,\mu }{h{\sqrt {h}}}}\int \limits _{u_{0}}^{u_{1}}{\rm {sh}}^{2}u\,du={\frac {2\,\mu }{h{\sqrt {h}}}}\int \limits _{u_{0}}^{u_{1}}\left({\rm {ch}}{2u}-1\right)\,du={\frac {\mu }{h{\sqrt {h}}}}\left.\left({\rm {sh}}2u-2\,u\right)\right|_{u_{0}}^{u_{1}}}
Полагая {\displaystyle H=2\,u}, получаем
{\displaystyle \mp \left(t_{1}-t_{0}\right)={\frac {\mu }{h{\sqrt {h}}}}\left({\rm {sh}}\,H_{1}-{\rm {sh}}\,H_{0}-H_{1}+H_{0}\right)}
Полагая начальные условия аналогичными первому случаю, имеем гиперболическое
радиальное уравнение Кеплера
{\displaystyle t_{1}-t_{0}={\frac {\mu }{h{\sqrt {h}}}}\left({\rm {sh}}H-H\right)}
где {\displaystyle H=2\,{\rm {arcsh}}{\sqrt {\frac {h\,r}{2\,\mu }}}}

## Решение уравнения Кеплера
Решение уравнения Кеплера в эллиптическом и гиперболическом случаях существует и единственно при любых вещественных M. Для круговой орбиты ({\displaystyle e=0}) уравнение Кеплера принимает тривиальный вид {\displaystyle M=E}. В общем виде Уравнение Кеплера трансцендентное. Оно не решается в алгебраических функциях. Однако, его решение можно найти различными способами с помощью сходящихся рядов. Общее решение уравнения Кеплера можно записать с помощью рядов Фурье:
{\displaystyle E=M+2\cdot \sum _{n=1}^{n}{\frac {1}{n}}J_{n}\left(n\,e\,\right)\cdot \sin {nM}},
где
{\displaystyle J_{m}\left(x\right)={\frac {1}{\pi }}\int \limits _{0}^{\pi }\cos \left(mE-x\sin {E}\right)dE}
— функция Бесселя.
Этот ряд сходится, когда величина {\displaystyle e} не превышает значения предела Лапласа.

### Приближённые методы
Среди численных методов решения уравнения Кеплера часто используются метод неподвижной точки («метод простой итерации») и метод Ньютона. Для эллиптического случая в методе неподвижной точки за начальное значение E0 можно взять M, а последовательные приближения имеют следующий вид:
{\displaystyle E_{n+1}=e\,\sin E_{n}+M}
В гиперболическом случае метод неподвижной точки подобным образом использовать нельзя, однако этот метод даёт возможность вывести для такого случая другую формулу приближений (с гиперболическим арксинусом):
{\displaystyle H_{n+1}=\operatorname {Arsh} {\frac {H_{n}+M}{e}}}